# Olle Agnell
Sven Olof "Olle" Agnell, född 3 september 1923 i Sollebrunn, död 6 maj 2015 i Halmstad, var en svensk konstnär och grafiker.
Olle Agnell studerade vid Otte Skölds målarskola 1945-47 och vid Konsthögskolan 1948-51.
Av Olle Agnell utförda offentliga utsmyckningar finns i Sankta Annas kapell, Fyllinge daghem, Örjans Vall och Östergårdsskolan, samtliga i Halmstad. Erska församlingshem, Alingsås och Kommunhusets foajé, Kalix.
Olle Agnell finns representerad bland annat på Nationalmuseum
, Moderna museet, Göteborgs konstmuseum, Malmö museum, Regionmuseet Kristianstad, Kalmar konstmuseum, Hallands konstmuseum, Västerbottens museum i Umeå, Västmanlands länsmuseum i Västerås, Borås konstmuseum, Örebro läns landsting, Landesmuseum Hannover och Museum Wurth, Kunselsau, bägge i Tyskland.

## Utställningar

### Separatutställningar
| Plats        | Lokal                                                |
| ------------ | ---------------------------------------------------- |
| Stockholm    | Konstnärshuset 1971 och 1980                         |
|              | Sveagalleriet 1974 och 1978                          |
|              | Doktor Glas 1984                                     |
|              | Konstnärshusets Grafikgrupp 1988                     |
|              | Grafiska Sällskapet 1994 och 2003                    |
| Göteborg     | God Konst 1964 och 1970                              |
|              | Galleri Aveny 1976, 1983 och 1988                    |
| Halmstad     | Hallands Länsmuseum 1972 och 2013                    |
|              | Stadsgalleriet 1977, 1982, 1987 och 2001             |
|              | Galleri Figaro 1985                                  |
|              | Galleri Victoria 1989, 1991, 1993, 2005 och 2008     |
|              | Mjällby Konstmuseum 1996 och 2003                    |
|              | Galleri Hallands Konstförening 2010                  |
| Södertälje   | Södertälje Konstförening 1968 och 1973               |
| Kristianstad | Kristianstads Museum 1977                            |
| Uppsala      | Konsthallen 1979                                     |
| Linköping    | Stenhusgården 1979                                   |
| Malmö        | Konstnärscentrum 1981                                |
| Götene       | Götene Konstförening 1981, 1991 och 2002             |
| Falköping    | Falbygdens Museum 1984                               |
| Hudiksvall   | Hälsinglands Museum 1985                             |
| Norrköping   | Konstfrämjandet 1986, 1995 och 2000                  |
| Norrtälje    | Norrtälje Konsthall 1987                             |
| Ängelholm    | Stadshuset 1988                                      |
| Borås        | Flaménska Galleriet 1991                             |
| Karlstad     | Galleri Gripen 1992                                  |
| Varberg      | Varbergs Museum 1972                                 |
|              | Konstens Hus 1994                                    |
|              | Varbergs Konsthall 2003                              |
|              | Tofta Konstgalleri 2008, 2011 OCH 2014               |
| Alingsås     | Nolhaga Slott 1995                                   |
| Örebro       | Konstfrämjandet 1995                                 |
| Falkenberg   | Falkenbergs Sparbank 1969, 1980, 1988, 2000 och 2005 |
|              | Galleri Flamingo 1995                                |
| Mariestad    | Börstorps Slott 1997                                 |
| Partille     | Slottet 1988                                         |
| Strasbourg   | Europarådet, Palais de l'Europe 1988                 |
| Vara         | Konstföreningen 1999                                 |
| Kungsbacka   | Kulturhuset Fyren 1999                               |
| Kalix        | Konsthallen 2001                                     |

### Samlingsutställningar
I bland annat Sverige, Norge, Danmark, Finland, Tyskland, Frankrike, Österrike och forna Jugoslavien.
Har deltagit i de flesta Grafiktriennaler från 1968 till 2003.
Har gjort flera grafikupplagor, bland annat till Föreningen för Grafisk Konst, Nationalmuseum 1992, Konstfrämjandet 1982 och 1991, Heléns Rör 1982, SKF-Tools konstförening 1992 och Götene Konstförening 1993.
Pris vid Internationella Grafikbiennalen i torrnål i Uzice i forna Jugoslavien, 2001 och 2003.

## Stipendier
- Hallands Konstförenings Stipendium 1961
- Ester Lindahls stipendium 1963 och 1964
- Statens stora arbetsstipendium 1971 och 1972
- Halmstads stads kulturstipendium 1972
- Hallands läns landstings kulturstipendium 1984
- Devertska kulturstiftelsens stipendium 1985
- Hallandspostens kulturstipendium 1990
- BUS stipendium vid Grafiktriennalen 2007
- Getinges Kultur- och Vetenskapspris 2010

### Exempel på tavlor
Konstliv Halland, Idisslande ko

Hallands Konstmuseum, Kvällsvard

Helsingborgs Daglad, Glada grisar